# Hässleholm (comune)
Hässleholm è un comune svedese di 50 097 abitanti, situato nella contea di Scania. Il suo capoluogo è la cittadina omonima.

## Località
Nel territorio comunale sono comprese le seguenti aree urbane (tätort):
| #  | Località     | Popolazione |
| -- | ------------ | ----------- |
| 1  | Hässleholm   | 17 730      |
| 2  | Tyringe      | 4 573       |
| 3  | Vinslöv      | 3 865       |
| 4  | Bjärnum      | 2 643       |
| 5  | Sösdala      | 1 785       |
| 6  | Vittsjö      | 1 691       |
| 7  | Hästveda     | 1 682       |
| 8  | Tormestorp   | 1 045       |
| 9  | Stoby        | 736         |
| 10 | Sjörröd      | 672         |
| 11 | Finja        | 553         |
| 12 | Vankiva      | 363         |
| 13 | Ballingslöv  | 321         |
| 14 | Emmaljunga   | 291         |
| 15 | Röke         | 243         |
| 16 | Mala         | 228         |
| 17 | Västra Torup | 210         |

## Amministrazione

### Gemellaggi
- Darłowo
- Eckernförde
- Nykøbing-Rørvig